# Сюссе
Сюссе́ (фр. Sussey) — коммуна во Франции, находится в регионе Бургундия. Департамент коммуны — Кот-д’Ор. Входит в состав кантона Льерне. Округ коммуны — Бон.
Код INSEE коммуны — 21615.

## Население
Население коммуны на 2010 год составляло 251 человек.
| 1962 | 1968 | 1975 | 1982 | 1990 | 1999 | 2010 |
| ---- | ---- | ---- | ---- | ---- | ---- | ---- |
| 376  | 359  | 336  | 315  | 250  | 239  | 251  |

## Экономика
В 2010 году среди 155 человек трудоспособного возраста (15—64 лет) 110 были экономически активными, 45 — неактивными (показатель активности — 71,0 %, в 1999 году было 72,0 %). Из 110 активных жителей работали 103 человека (51 мужчина и 52 женщины), безработных было 7 (4 мужчины и 3 женщины). Среди 45 неактивных 12 человек были учениками или студентами, 25 — пенсионерами, 8 были неактивными по другим причинам.